# JA21
A JA21 (Juiste Antwoord 2021, magyarul Helyes Válasz 2021, más fordításban Igen 2021) egy hollandiai jobboldali politikai párt, amit 2020-ban alapították a Fórum a Demokráciáért pártból kiváló tagok. A párt jelenleg a Szenátusban és az Európai Parlamentben is jelen van, a 2021-es általános választáson pedig 3 mandátumot nyert a Képviselőházban.

## Története
A JA21-et 2020. december 18-án hozták létre azok a politikusok, akik nem sokkal korábban elhagyták a Fórum a Demokráciáért pártot, mivel nem tudtak azonosulni a párton belül felmerült rasszista és antiszemita hangokkal, valamint a pártelnök, Thierry Baudet vitatható kijelentéseivel. Az új formációhoz csatlakozott 32 tartományi, 8 szenátusi és három EP-képviselő. A JA21 magát jobbközépre pozicionálta, a szélsőjobbos Szabadságpárt, és a mérsékelt jobboldali VVD közé. Joost Eerdmans pártvezető korábban a Pim Fortuyn Listája parlamenti képviselője volt, és Rotterdam alpolgármestereként is tevékenykedett.

## Ideológia
A JA21 egyaránt liberálisnak és konzervatívnak nevezi magát, hangsúlyozva a személyes szabadság, a politikai átláthatóság és a megbízható kormányzás fontosságát. Nyíltan támogatják a 2002-ben meggyilkolt holland politikus, Pim Fortuyn nézeteit, a pártelnök szerint az ő feladatuk, hogy visszavigyék Fortuyn szellemiségét a Képviselőházba. A párt támogatja az adócsökkentést, a bevándorlási szabályok szigorítását. Népszavazást kezdeményeznének az eurózónában maradásról, és újratárgyalnák Hollandia schengen-i tagságát. Ellenzik Törökország csatlakozását az EU-hoz, és megvétóznák a migrációs paktumot. Határőrséget állítanának fel, és kizárnák az illegális bevándorlókat. A dzsihádista muszlimoktól megvonnák a holland állampolgárságot, szigorúbban büntetnék a rendőrök elleni erőszakot, és megtiltanák a mecsetek és iszlám iskolák külföldről való finanszírozását. A Covid19-pandémia kezelésében kizárólag a tudományra hagyatkoznának.

## Választási eredmények

### Staten-Generaal
| Év   | Képviselőház | Képviselőház | Képviselőház | Képviselőház | Státusz  | Jegyzetek |
| Év   | Szavazatok   | %            | Mandátumok   | +/–          | Státusz  | Jegyzetek |
| ---- | ------------ | ------------ | ------------ | ------------ | -------- | --------- |
| 2021 | 245 859      | 2,36         | 3 / 150      | Új párt      | Ellenzék | [ 8 ]     |
| 2023 | 71,375       | 0,68         | 1 / 150      | 2            | Ellenzék |           |